# Gigi Edgley
Pour les articles homonymes, voir Edgley.
Gigi Edgley (née le 16 novembre 1977 à Perth en Australie) est une actrice australienne et présentatrice principalement connue pour son rôle de Chiana dans la série télévisée Farscape.
Elle est diplômée du Queensland University of Technology Academy of the Arts.
Elle a joué dans un téléfilm australien, Days of the Roses et est apparue dans la série, inspirée des films d'heroic-fantasy, Dar l'invincible. 
Elle est présentatrice dans l'émission Créatures extrêmes.

## Filmographie
- 1999-2003 : Farscape : Chiana
- 1999 : BeastMaster, le dernier des survivants : Maleena (Saison 1, Épisode 5)
- 2001 : BeastMaster, le dernier des survivants : Talia (Saison 3, Épisode 16)
- 2003 : Nos vies secrètes (The Secret Life of Us) : George
- 2004 : Farscape : Guerre pacificatrice : Chiana
- 2007 : Showdown at Area 51: Monica
- 2007 : Starter Wife : Chloe
- 2008 : Les Dieux de la vague (Newcastle) : Sandra
- 2009-2011 : Rescue : Unité Spéciale (Série TV) : Lara Knight
- 2010 : Quantum apocalypse (TV) : Trish